# Calitor blanc
Le  calitor blanc est un cépage de France de raisins blancs.

## Origine et répartition géographique
Le calitor blanc est la variante blanche du calitor.
Il occupe moins de 3 hectares.

## Caractères ampélographiques
- Extrémité du jeune rameau épanoui, cotonneux blanc à liseré carminé.
- Jeunes feuilles duveteuses, rosées.
- Feuilles adultes orbiculaire à 5 lobes avec un sinus pétiolaire en lyre à bords presque fermés, dents anguleuses, très étroites, un limbe duveteux-pubescent.

## Aptitudes culturales
La maturité est de troisième époque tardive: 35 jours après le chasselas.

## Potentiel technologique
Les grappes sont assez grosses et les baies sont de taille moyenne à grosse. La grappe est cylindro-conique, ailée et avec un pédoncle coudé. Le cépage est vigoureux et il produit beaucoup. Il est sensible au mildiou et à la pourriture grise.
Le calitor n'a pas fait l'objet de sélection clonale.

## Synonymes
Le  calitor est connu sous les noms coroneza, fouiral, mouillasse, Qualitor,